# Pipistrellus murrayi
Pipistrellus murrayi era uma espécie de morcego da família Vespertilionidae endêmica da Ilha Christmas. A espécie encontra-se classificada como "em perigo crítico" pela IUCN, entretanto, em 2017 foi considerado oficialmente extinto. O último indivíduo de P. murrayi foi registrado em 27 de agosto de 2009, após esse período nenhum outro espécime foi encontrado apesar das buscas frequentes.

## Taxonomia
A população da ilha Christmas foi considerada coespecífica com o Pipistrellus tenuis por Koopman, sendo tratada como uma subespécie deste. Kitchener e colaboradores, em 1986, consideram o P. murrayi como uma espécie distinta em sua revisão dos Pipistrellus encontrados na região australiana, mas sem revelar as motivações para este arranjo taxonômico. Hill e Harrison, em 1987, mantiveram a status específico da população em sua revisão da família Vespertilionidae, baseada na anatomia do báculo. Simmons reteve novamente murrayi como uma subespécie do tenuis em 2005,, entretanto, a população insular foi novamente tratada como espécie distinta a partir de 2008.

## Distribuição geográfica e habitat
A espécie é endêmica da ilha Christmas, com aproximadamente 135 km², localizada na porção oriental do Oceano Índico. Historicamente ocorria em toda a ilha, mas os últimos indivíduos conhecidos estavam restritos a porção ocidental. 
Esta espécie era endêmica da Ilha Christmas, com aproximadamente 135 km², próximo a Austrália, que está no Oceano Índico oriental. Embora este morcego tenha sido uma vez difundido na ilha, os últimos indivíduos conhecidos foram registrados na seção do extremo oeste da ilha, sem registros do resto da ilha há vários anos.

## Extinção
Houve um extenso trabalho de pesquisa e monitoramento dessas espécies nas últimas décadas, o que documentou um declínio dramático da população de anteriormente ser comum e difundido em toda a Ilha de Natal. Foi listado como Criticamente em Perigo em 2006, após um declínio de mais de 90% em três gerações (12-15 anos) com base em um índice de abundância relativa de detectores de morcegos e, posteriormente, pela observação direta dos indivíduos restantes em um único hospedeiro. Em janeiro de 2009, a população adulta total conhecida era de quatro indivíduos e a população estimada era considerada menor que 20 indivíduos. Em agosto de 2009, apenas um indivíduo restante foi encontrado durante uma pesquisa extensa, que foi registrada consistentemente a cada dia em suas áreas de forrageamento e repouso. Na busca final em 2009, não foi encontrado nenhum indivíduo vivo.